# Cacia perahensis
Cacia perahensis är en skalbaggsart som beskrevs av Stefan von Breuning 1968. Cacia perahensis ingår i släktet Cacia och familjen långhorningar. Inga underarter finns listade.